# Lijst van spelers van Deportivo Saprissa
Deze lijst omvat spelers die bij de Costa Ricaanse voetbalclub Deportivo Saprissa spelen of gespeeld hebben. De namen zijn alfabetisch gerangschikt.

## A
- Allan Alemán
- Ever Alfaro
- Armando Alonso
- Alejandro Alpizar
- Esteban Alvarado
- Minor Alvarez
- Daniel Arce
- Juan Arguedas
- Jairo Arrieta
- Randall Azofeifa

## B
- Gabriel Badilla
- Yader Balladares
- Hermidio Barrantes
- Michael Barrantes
- Juan Bautista
- Tray Bennett
- Ricardo Blanco
- Cristian Bolaños
- Víctor Bolivar
- Celso Borges
- Pablo Brenes
- Steven Bryce
- Juan Bustos

## C
- Daniel Cambronero
- Joel Campbell
- Jeaustin Campos
- José Cancela
- Mauricio Castillo
- Jorge Castro
- Juan Cayasso
- Walter Centeno
- José Cordero
- Luis Cordero
- Víctor Cordero
- Erick Corrales

## D
- Gerald Drummond
- Jervis Drummond
- Óscar Duarte

## E
- César Elizondo

## F
- Róger Flores
- José Fonseca
- Rolando Fonseca

## G
- Rónald Gómez
- Fausto González
- Ronald González
- Edgar Greaves
- Amado Guevara
- David Guzman

## J
- José Jaikel
- Bryan Jiménez

## K
- Rodrigo Kenton

## L
- Javier Loaiza
- Erick Lonnis
- José López
- Esteban Luna

## M
- Eduardo Magnin
- Carlos Martínez
- Gilberto Martínez
- Josué Martínez
- Hernán Medford
- José Mena
- Heiner Mora
- Giancarlo Morera
- Wilson Muñoz
- Roy Myers

## N
- Keilor Navas
- Andrés Nuñez

## O
- Maykol Ortiz
- Bryan Oviedo

## P
- Rodríguez Pablo
- Fernando Paniagua
- Reynaldo Parks
- Saúl Phillip
- William Phillips
- José Porras
- Randall Porras

## Q
- Vladimir Quesada

## R
- Óscar Ramírez
- Yoshimar Reid
- Alexander Robinson
- Manfred Russell

## S
- Álvaro Saborio
- José Saborío
- Ariel Santana
- Miguel Segura
- Alejandro Sequeira
- Douglas Sequeira
- Óscar Seravalli
- Esteban Sirias
- Alonso Solís
- Jody Stewart

## V
- Olman Vargas
- Kendall Waston
- Roberto Wong
- Mauricio Wright